# Karosa LC 937
Karosa LC 937 (GT11) — туристический автобус, производившийся в городе Високе-Мито компанией Karosa в 1994—1996 годах. 

## Конструкция
Автобус Karosa LC 937 предназначается для обслуживания маршрутов дальнего следования. В салоне присутствуют мягкие комфортабельные сидения с трёхпозиционном наклоном спинки. Салон оборудован системой кондиционирования Webasto KK 23 H. По конструкции модель представляет собой Karosa LC736.

## Производство
Автобус Karosa LC 937 производился в 1994—1996 годах. Изначально автобус обозначался LC 736.1040, однако позже автобус получил название LC 937.1040 (LC 937.1037). Всего выпущено 16 экземпляров.

## Модификации
- Karosa LC 937.1037
- Karosa LC 937.1040